# Lethe trimacula
Lethe trimacula är en fjärilsart som beskrevs av John Henry Leech 1890. Lethe trimacula ingår i släktet Lethe och familjen praktfjärilar. Inga underarter finns listade i Catalogue of Life.